# Iperborea (casa editrice)
Iperborea è una casa editrice milanese, fondata nel 1987 da Emilia Lodigiani e specializzata nella letteratura nord-europea. Il progetto iniziale comprendeva solo autori scandinavi; in seguito sono stati aggiunti nel catalogo anche autori olandesi, danesi, estoni e islandesi. Dal 1998 Iperborea pubblica anche saggi letterari.

## Principali autori pubblicati

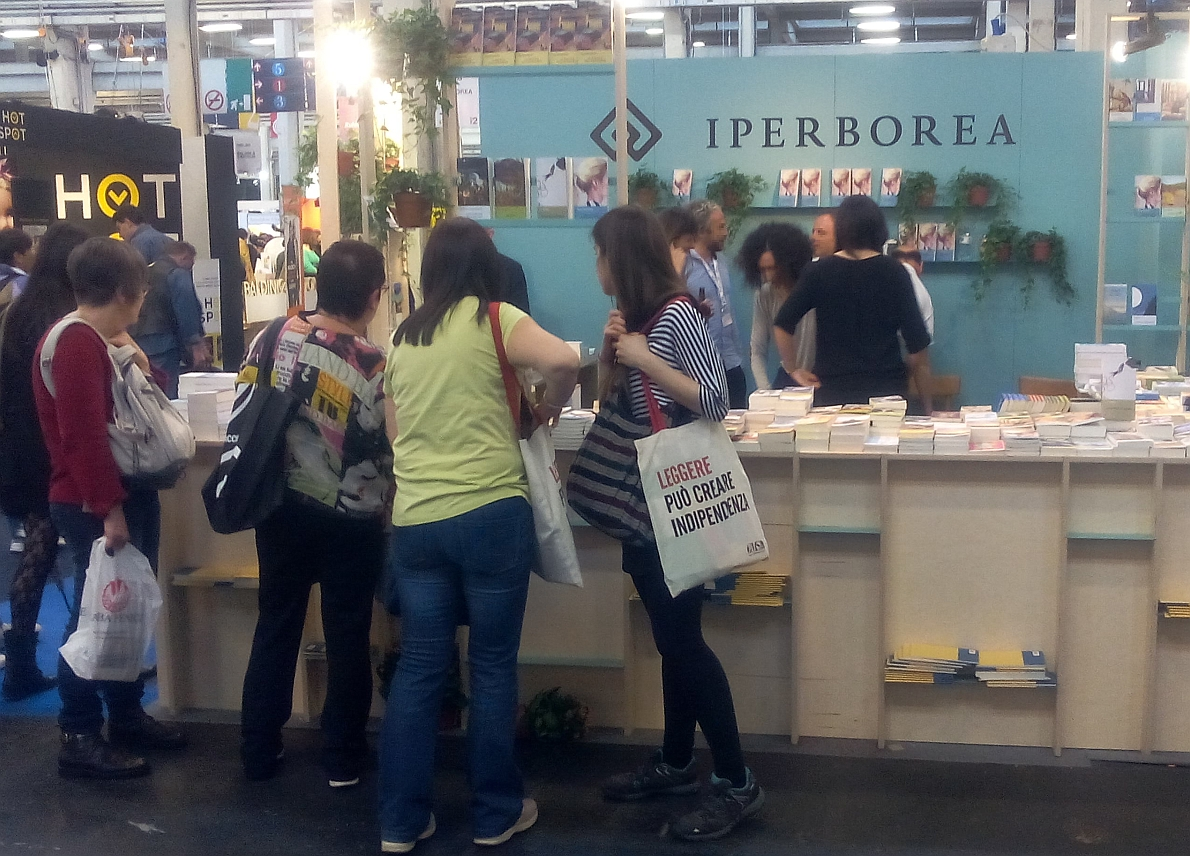
Stand dell'editore al Salone internazionale del libro 2016

In catalogo sono collezionate le opere di otto Premi Nobel: Bjørnstjerne Bjørnson (1903), Selma Lagerlöf (1909), Knut Hamsun (1920), Sigrid Undset (1928), Pär Lagerkvist (1951), Halldór Laxness (1955), Eyvind Johnson (1974) e Tomas Tranströmer (2011).
Best seller che hanno venduto oltre 100 000 copie sono Arto Paasilinna con L'anno della lepre (Premio Acerbi) e Björn Larsson con La vera storia del pirata Long John Silver (Premio Boccaccia Europa, Premio Elsa Morante, Premio Grinzane Biamonti, Premio La Cultura del Mare).
Principali autori secondo il paese (in ordine alfabetico, di paese e quindi di autore):
 Belgi:
- Eric De Kuyper
- Willem Elsschot
- Peter Terrin

 Canadesi:
- Jocelyne Saucier

 Cechi:
- Karel Čapek

 Danesi:
- Hans Christian Andersen
- Herman Bang
- Karen Blixen
- Anne Cathrine Bomann
- Thorkild Hansen
- Jens Peter Jacobsen
- Siri Ranva Hjelm Jacobsen
- Sven Åge Madsen
- Jørn Riel
- Peter Seeberg
- Henrik Stangerup
- Janne Teller

 Estoni:
- Meelis Friedenthal
- Jaan Kross
- Emil Tode

 Finlandesi:
- Bo Carpelan
- Kari Hotakainen
- Tove Jansson
- Leena Lander
- Rosa Liksom
- Miika Nouisiainen
- Arto Paasilinna
- Mika Waltari
- Kjell Westö

 Islandesi:
- Bergseveinn Birgisson
- Einar Már Guðmundsson (Premio Acerbi)
- Gunnar Gunnarsson
- Hrafnhildur Hagalín
- Halldór Laxness
- Andri Snær Magnason
- Jón Kalman Stefánsson
- Halldóra K. Thoroddsen
- Thor Vilhjálmsson

 Lettoni:
- Regīna Ezera
- Zigmunds Skujiņš

 Lituani:
- Daina Opolskaitė

 Norvegesi:
- Bjørnstjerne Bjørnson
- Johan Borgen
- Finn Carling
- Bergljot Hobæk Haff
- Knut Hamsun
- Johan Harstad
- Henrik Ibsen
- Erlend Loe
- Tove Nilsen
- Lou-Andreas Salomé
- Aksel Sandemose
- Dag Solstad
- Gunnar Staalesen
- Sigrid Undset
- Tarjei Vesaas
- Herbjørg Wassmo

 Olandesi:
- Kader Abdolah
- Jan Brokken
- Gerhard Durlacher
- Hella Haasse
- Multatuli
- Cees Nooteboom (Premio Grinzane Cavour, Premio Europeo di Poesia)
- Willem Jan Otten
- Allard Schröder
- Jan Jacob Slauerhoff
- Frank Westerman

 Svedesi:
- Elisabeth Åsbrink
- Majgull Axelsson
- Ingmar Bergman
- Karin Boye
- Stig Claesson
- Stig Dagerman
- Sven Delblanc
- Per Olov Enquist (Premio Flaiano, Premio Mondello)
- Folke Fridell
- Lars Gustafsson (Premio Agrigento e Premio Grinzane Cavour)
- Ulf Peter Hallberg
- Ulla Isaksson
- Eyvind Johnson
- Pär Lagerkvist
- Selma Lagerlöf
- Björn Larsson
- Torgny Lindgren
- Mikael Niemi
- Peter Nilson
- Fredrik Sjöberg
- August Strindberg
- Hjalmar Söderberg
- Tomas Tranströmer
- Göran Tunström
- Carl-Henning Wijkmark

## Nuovi progetti
Negli ultimi anni Iperborea ha ampliato notevolmente il suo catalogo, inaugurando una collana dedicata alla narrativa per l'infanzia e una serie dedicata ai Mumin di Tove Jansson. Dal 2018 pubblica regolarmente la serie The Passenger, un libro-magazine che raccoglie saggi, reportage, interviste e tanto altro su paesi e città del mondo. Dal 2020 il progetto è tradotto in inglese e distribuito in tutto il mondo insieme a Europa Editions. Nel 2021, in collaborazione con il quotidiano online il Post, pubblica la serie Cose spiegate bene, in cui ogni numero è dedicato a un tema specifico.
La casa editrice organizza inoltre un festival dedicato alla cultura nordica, I Boreali, dal 2015.

## Premi ricevuti da Iperborea
- Premio dell'Accademia di Svezia per la Diffusione della Cultura Svedese all'estero (1993)
- Premio Nazionale per la Traduzione (1994)
- Premio della Cultura della Presidenza del Consiglio dei Ministri (2000)
- Premio Editore Europeo dal Comune di Roma (2004)
- Premio Lo Straniero (2009)
- Premio Cesare Pavese (2022) nella sezione "Editoria"[5]